# Provincia Uthai Thani
Uthai Thani (în thailandeză อุทัยธานี) este o provincie (changwat) din Thailanda. Situată în regiunea de Nord, provincia Uthai Thani are în componența sa 8 districte (amphoe), 70 de sub-districte (tambon) și 642 de sate (muban). 
Cu o populație de 327.860 de locuitori și o suprafață totală de 6.730,2 km2, Uthai Thani este a 67-a provincie din Thailanda ca mărime după numărul populației și a 30-a după mărimea suprafeței.